# Кері-Лінн Вілсон
Ке́рі-Лінн Ві́лсон (17 травня 1967) — канадська оперно-симфонічна диригентка, засновниця і музичний керівник Ukrainian Freedom Orchestra, головний диригент ансамблю «Київська камерата» (з 2024).

## Дитинство і навчання
Вілсон народилася 17 травня 1967 року в Мілуокі, американський штат Вісконсін, у музичній родині. Її дідусь був оперним баритоном, бабуся — піаністкою, мати, Лінн Шарплз — професором англійської мови в Університеті Тулона, а батько, Карлайл Вілсон — був скрипалем і педагогом.
У дитинстві вивчала флейту, фортепіано та скрипку, була учасницею Вінніпезького молодіжного оркестру та виступала як солістка на флейті з Вінніпезьким симфонічним оркестром та Калгарійською філармонією. Вона також відвідувала літню програму Banff School of Music . Пізніше продовжила навчання в Джульярдській школі, де вивчала флейту під керівництвом Джуліуса Бейкера та диригування у Отто-Вернера Мюллера . У студентські роки в Джульярді вперше виступила в Weill Recital Hall Carnegie Hall у травні 1989 року . По закінченні зі ступенем магістра дебютувала з оркестром Національного центру мистецтв Канади у віці 23 років 

## Кар'єра
У 1994-1998 роках Вілсон була асоційованою диригенткою Далласького симфонічного оркестру . Після перебування в Далласі як диригентка гастролювала в Північній і Південній Америці, Європі, Азії, на Близькому Сході та в Австралії. У 201-2015 працювала головною диригенткою Словенського філармонічного оркестру. 
Як оперна диригента виступала в Баварській державній опері, Королівському оперному театрі Ковент-Гарден, Віденській державній опері, Великому оперному театрі (Москва), Маріїнському театрі, Англійській національній опері, Ковент-гарден, Maggio Musicale Fiorentino, Римській опері, Оперних театрах у Палермо, Пармі, Вероні, Мачерати, Ніцци, Лос-Анджелеса, Вашингтона, Лейпцига, в Канадській, Чеській національних операх, Опері Більбао, Королівській шведській, Норвезькій національній, Варшавській , Румунській, Ізраїльській, оперних компаніях, Новому національному театрі Токіо, Опері Австралії та Джульярдська опері, у театрі Колон,  тощо.
В її оперному репертуарі: «Євгеній Онєгін», «Винова краля», «Борис Годунов», «Леді Макбет Мценського повіту», «Іоланта», «Русалка», «Ріголетто», «Травіата», «Симон Бокканегра», «Набукко», «Дон Карло», «Аїда», «Отелло», «Бал-маскарад», «Аттіла», «Трубадур, Falstaff, Так чинять усі, Дон Жуан, Кармен, Фауст, Ромео і Джульєтта , Манон Леско, Тоска, Богема, Турандот, Мадам Баттерфляй, La fanciulla del West, Gianni Schicchi, La Rondine, Tannhäuser, Летючий голландець, Севільський цирульник,  Попелюшка, Любовний напій, Лючія ді Ламмермур,  Іспанська година, Сільська честь, Паяци, Весела вдова, Украдене щастя.  В симонфічному - переважають твори Шостаковича, Чайковського, Прокоф'єва, Малера, Брукнера, Бетховена та Брамса .
Як симфонічна диригентка виступала в Лос-Анджелесі, Сент-Луїсі, Сан-Франциско, Цинциннаті, Сіетлі, фестиваль Ravinia, Далласі, Х'юстоні, Нью-Йорку, Ганновері, Аахені, Дюссельдорфі, Вісбадені, Мюнхені, Шлезвіг-Гольштейн Музичний фестиваль, Парижі, Відні, Мілані, Вероні, Флоренції, Празі, Будапешті, Київі, Львові, Мадриді, Більбао, Ов'єдо, Братиславі, Загребі, Рейк'явіку, Єрусалимі, Гонконзі, Пекіні, Торонто, Монреалі, Каракас, Orchester National de Bordeaux Aquitaine, Литовським національним симфонічним оркестром, оркестром Hessisches Staatstheater (Вісбадені), у Filarmonia Arturo Toscanini (Парма).  тощо.  
У 2020 році вона була номінована на премію Opus Klassik 2020 як «Диригент року» на знак визнання її роботи над записом Sigismondo Россіні.

#### Підтримка України
У квітні 2022 року вона виступила з ідеєю створення Ukrainian Freedom Orchestra, до складу якого увійшли українці, що покинули країну внаслідок російського вторгнення. Оркестр був організований за сприяння Метрополітен-Опера та Польської національної опери. Влітку 2022 року оркестр здійснив перше турне по Європі та Північній Америці, включно з відомим виступом на BBC Proms. 
У сезоні 2022/23 дебютувала в Метрополітен-опера з «Леді Макбет Мценського повіту» російського композитора Д.Шостаковича.
У лютому 2023 року диригувала у Львові на «Концерт нескорених» пам’яті жертв російського вторгнення «Реквіємом» Верді та «Bucha Lacrimosa» Вікторії Польової.
У лютому 2024 року видавництво Deutsche Grammophon випустило запис 9-ї симфонії Бетховена у виконанні Ukrainian Freedom Orchestra.  У квітні 2024 вона провела декілька гала зі збору коштів на підтримку України; один у Берліні з DSO, а другий – з Київською Камератою та Джойс ДіДонато в Каргенгі Хол.

## Особисте життя
Кері-Лінн Вілсон має зріст 1,85 м. Володіє російською, французькою, італійською та німецькою мовами, у вільний час любить читати вірші. Вивчає українську.
З 2003 року Кері-Лінн Вілсон одружена з Пітером Гелбом, генеральним директором Метрополітен-опери в Нью-Йорку. Подружжя разом підтримує Україну в її боротьбі на культурному середовищі. 

## Записи
- Danzón (1998) – Симфонічний оркестр Сімона Болівара, Dorian Recordings [25]
- «Історія Ріголетто» Джузеппе Верді (2005) — DVD від Columbia TriStar Home Entertainment і Sony Pictures Home Entertainment [26]
- Dreamscape (2007) — альбом Шони Ролстон [27]
- Турандот (2007) – Puccini, TM Music [28]
- La Traviata (2017) – NDR Klassik Open Air, Наксос [29]
- Prokofjew, Walton, Vaughan Williams (2018) - Isabelle van Keulen, NDR Radiophilharmonie with Challenge Records [30]
- Sigismondo, (2019) – Россіні, живий запис, BR Klassik [31]
- Роман (2020) – альбом Валентини Нафорніти[32]
- Бетховен 9 (2024) — Ukrainian Freedom Orchestra, Deutsche Grammophon[21]

## Зовнішні посилання
- Офіційний сайт
- Centre Stage Management
- Keri Lynn Wilson at Canadian Encyclopedia
- Я борюсь за Україну на "культурному фронті"